# KLRB1
KLRB1 (англ. Killer cell lectin-like receptor subfamily B, member 1; NKR-P1A; CD161) — мембранный белок из группы рецепторов с лектином типа С, экспрессированный на естественных киллерах. Продукт гена KLRB1.

## Функция
KLRB1 входит в суперсемейство лектинов типа С. Имеет внеклеточный домен с мотивами, характерными для лектинов этого типа, трансмембранный фрагмент и ситоплазматический домен. Экспрессирован на естественных киллерах и может играть роль в регуляции их функции. Классифицируется как мембранный белок II типа, так как имеет внеклеточный C-конец. Белок NKR-P1A (продукт гена KLRB1) как рецептор иммунных клеток распознаёт CLEC2D в качестве функционального рецептора.
Играет ингибиторную роль в клеточной токсической функции естественных киллеров. Активация рецептора приводит к специфической стимуляции кислой сфингомиелиназы SMPD1 и последующего значительного повышения уровня клеточного церамида. Кроме этого его активация вызывает стимуляцию киназ AKT1 и RPS6KA1, а также повышает пролиферацию T-лимфоцитов, индуцируемую анти-CD3. Действует как лектин, связывающийся с концевыми углеводными эпитопами Гал-α(1,3)Гал и N-ацетиллактозамином.